# Articulació de l'espatlla
L'articulació de l'espatlla o del muscle (o articulació escapulohumeral o articulació glenohumeral del grec glene, globus ocular, + -oide, 'forma de', + llatí humerus, espatlla) està estructuralment classificada com una articulació esferoidal. Es tracta d'una articulació entre la cavitat glenoide de l'escàpula i el cap de l'húmer (l'os superior del braç).
És l'articulació més mòbil del cos humà a causa de la càpsula articular molt solta.